# Donja Zaljut
Donja Zaljut este un sat din comuna Cetinje, Muntenegru. Conform datelor de la recensământul din 2003, localitatea are 25 de locuitori (la recensământul din 1991 erau 46 de locuitori).

## Demografie
În satul Donja Zaljut locuiesc 23 de persoane adulte, iar vârsta medie a populației este de 41,6 de ani (39,4 la bărbați și 47,2 la femei). În localitate sunt 6 gospodării, iar numărul mediu de membri în gospodărie este de 4,17.
|  |

| Demografie | Demografie | Demografie |
| An         | Locuitori  | Locuitori  |
| ---------- | ---------- | ---------- |
|            |            |            |
|            |            |            |
|            |            |            |
|            |            |            |
| 1948       | 258        |            |
| 1953       | 278        |            |
| 1961       | 243        |            |
| 1971       | 201        |            |
| 1981       | 135        |            |
| 1991       | 46         | 46         |
| 2003       | 25         | 25         |

| \| Componența etnică conform recensământului din 2003[2] \| Componența etnică conform recensământului din 2003[2] \| Componența etnică conform recensământului din 2003[2] \| Componența etnică conform recensământului din 2003[2] \| Componența etnică conform recensământului din 2003[2] \| \| ----------------------------------------------------- \| ----------------------------------------------------- \| ----------------------------------------------------- \| ----------------------------------------------------- \| ----------------------------------------------------- \| \| \| \| \| \| \| \| Muntenegreni \| Muntenegreni \| \| 25 \| 100% \| \| necunoscută \| necunoscută \| \| 0 \| 0% \| |              |  |    |      |
| Componența etnică conform recensământului din 2003 |              |  |    |      |
| |              |  |    |      |
| Muntenegreni | Muntenegreni |  | 25 | 100% |
| necunoscută | necunoscută  |  | 0  | 0%   |